# 25163 Williammcdonald
25163 Williammcdonald este o planetă minoră (asteroid) din centura de asteroizi. A fost descoperită pe 17 septembrie 1998 la Stația Anderson Mesa de Lowell Observatory Near-Earth-Object Search. 
Obiectul prezintă o orbită caracterizată de o semiaxă mare de 3,1703634 UAi, o excentricitate de 0,03, o înclinație de 9,59464 ° în raport cu ecliptica.